# コンテンツシード
株式会社コンテンツシード (Contents Seed)は、キャラクターグッズの企画・製造・販売を主な事業内容とする日本の企業。

## 概要
コンテンツシードとは、アニメ、ゲーム、キャラクター関連の「キャラクターグッズ事業・量販事業」、「OEM事業」、「イベント事業」、「ECサイト運営事業」を行う総合エンターテインメント企業。
2015年11月、東京都品川区大崎5-4-12八重苅ビル1Fより、 東京都品川区西五反田7-22-17TOCビル8Fに移転。代表者に大塚則和が就任する。2022年10月、東京都品川区東五反田2丁目10-2 東五反田スクエア 6Fに移転。

## 沿革
- 2012年3月 - 株式会社コンテンツシード設立。
- 2015年8月 - コミックマーケット88にTHEキャラブースとして出展。
- 2015年11月 - コンテンツシード本社を大崎から西五反田に移転。代表者に大塚則和が就任。
- 2022年10月 - コンテンツシード本社を東五反田に移転。

## 関連作品
- 2015年：俺がお嬢様学校に「庶民サンプル」としてゲッツされた件（製作委員会参加）
- 2016年：パンでPeace!（製作委員会参加）
- 2016年：あんハピ♪（製作委員会参加）
- 2016年：ハイスクール・フリート（製作委員会参加）
- 2016年：Occultic;Nine -オカルティック・ナイン-（製作委員会参加）
- 2017年：ACCA13区監察課（製作委員会参加）
- 2017年：ブレンド・S（製作委員会参加）
- 2019年：通常攻撃が全体攻撃で二回攻撃のお母さんは好きですか?（製作委員会参加）
- 2021年：いたずらぐまのグル〜ミ〜（製作委員会参加）
- 2022年：Engage Kiss（製作委員会参加）

## 直営店
ECサイト
THEキャラ
アニメ・マンガ・ゲームのキャラクターグッズやコラボ商品などを取り扱う、コンテンツシード直営の通販サイト。